# Żyła płucna prawa dolna
Żyła płucna prawa dolna (łac. vena pulmonalis dextra inferior), żyła płucna dolna prawa (vena pulmonalis inferior dextra) – w anatomii człowieka jedna z czterech żył krążenia małego, prowadzących krew natlenowaną z płuc do lewego przedsionka serca. Żyła płucna prawa dolna zazwyczaj zbiera krew z dolnego płata prawego płuca, ale możliwe są odmienności w obszarze unaczynienia, szczególnie gdy płaty nie są całkowicie od siebie oddzielone.
Powstaje z połączenia dwóch żył (nazywanych też gałęziami), dzielących się dalej na mniejsze odgałęzienia (części). Są to:
- żyła górna płuca prawego (vena superior pulmonis dextri), inaczej gałąź górna (ramus superior), gałąź szczytowa (ramus apicalis)
  - część wewnątrzsegmentowa (pars intrasegmentalis)
  - część międzysegmentowa (pars intersegmentalis), inaczej część podsegmentowa (pars infrasegmentalis)
- żyła podstawna wspólna płuca prawego (vena basalis communis pulmonis dextri)
  - żyła podstawna górna płuca prawego (vena basalis superior pulmonis dextri)
    - żyła podstawna przednia płuca prawego (vena basalis anterior pulmonis dextri), inaczej gałąź podstawna przednia (ramus basalis anterior)
      - część wewnątrzsegmentowa (pars intrasegmentalis)
      - część międzysegmentowa (pars intersegmentalis), inaczej część podsegmentowa (pars infrasegmentalis)

  - żyła podstawna dolna płuca prawego (vena basalis inferior pulmonis dextri)

W obrębie wnęki płuca żyła płucna prawa dolna położona jest najniżej ze wszystkich głównych struktur korzenia płuca. Jest nieco dłuższa i szersza niż żyła płucna lewa dolna, u dorosłego człowieka ma średnicę 14 mm. Przebiega poziomo z tyłu od prawego przedsionka serca, żyły głównej górnej i aorty wstępującej. Nie ma w niej zastawek.